# (204831) Levski
(204831) Levski est un astéroïde de la ceinture principale.

## Description
(204831) Levski est un astéroïde de la ceinture principale. Il fut découvert le 14 août 2007 à Zvezdno Obshtestvo par l'observatoire Zvezdno Obshtestvo. Il présente une orbite caractérisée par un demi-grand axe de 2,79 UA, une excentricité de 0,08 et une inclinaison de 7,5° par rapport à l'écliptique.

## Compléments